# البروفيسور (بيت المال)
البروفيسور (سيرخيو ماركينا) (بالإنجليزية: Professor) (بالاسبانية: El Profesor)هو شخصية خيالية في سلسلة مسلسلNetflix Money Heist الاسباني الشهري والذي بدا عام 2018، صورها الفنان الاسباني ألفارو مورتي. في البرنامج التلفزيوني، وهو الشخصية الرئيسية، والعقل المدبر لعملية السطو والسرقة لاحد أهم مؤسستين ماليتين في أسباني ‘ فريق جمعه بعناية بالإضافة إلى شقيقه برلين.

## الشخصية
البروفيسور أو البروفيسور هو زعيم لمجموعة من اللصوص (ويمكن اطلاق مصطلح العصابة عليهم من السلطات المحلية)، وهو الذي يخطط وينظم بعناية الهجوم على دار سك العملة الإسبانية وبنك إسبانيا في العاصمة الاسبانية مدريد. ويتميز البروفيسور بشكل مميز من الثقافة الرائعة والعالية والكاريزما القيادية والهدوء، ولكن بمظهر ومكونات النيرد المثقف احيانا و الانطوائي في أحيان أخرى. فكرة السرقة الأولى هي الانتقام لمقتل والده الذي اردته السلطات وهو يحاول سرقة المال لعلاج سيرجيو في صغره. حارب جده في صفوف حركة المقاومة الإيطالية ضد الفاشيين في إيطاليا.

## الوصف
وصفت إيلينا بيتا من El Mundo الشخصية بأنها «غامضة». قال مورتي إن الشخصية كانت «مدمنة عمل». وربط مورتي البروفيسور بدور أوسكار في إل بارجاديرو، وكلاهما «كان يجب تشويه سمعتهما، ولهذا اضطررت إلى توليد التعاطف بوفرة. وهذا يتسبب في تحديد الهوية: تشعر بالشخصية الوثيقة وتجد تشابهات مع كائنات معروفة. ولكن إذا لم يتعاطف المشاهد مع البروفيسور أو أوسكار، فلن تعمل السلسلة».
تظهر شخصية البروفيسور أن لديه معرفة استثنائية في تقنيات التفاوض، واستراتيجية الشرطة وطريقة عملهم، واستخدام الأسلحة، واسليب تنفيذ القانون وثقافة قانونية عاليه، والتعامل مع أزمات الرهائن، والتزوير، والسرقة، والسطو على البنوك. ويدل انه على معرفة وفهم عميق لعلم النفس البشري. تعتمد غالبية خططه بشكل خطير على ردود الفعل (والتي يصفها بأنه لعبة شطرنج بين متنافسين) التي يتنبأ بها من الشرطة والحكومة والجمهور. هذا يسمح له بلعب لعبة متوترة من التفوق مع المفتشة راكيل موريلو، حيث تمكن مرارًا وتكرارًا من تغيير الوضع الراهن لصالح فريقه أثناء السرقة، على الرغم من الصعاب الساحقة ضدهم.
إن سلوكه الهادئ يكمل سمات قيادته الفطرية، مما يسمح له بحل نزاعات الفريق دون ضجة. علاوة على ذلك، فإن أعضاء الفريق لديهم ثقة كبيرة في خططه وقدرته على صنع القرار. ويتضح ذلك عندما يختار الفريق احترام بروتوكول الانتظار لمدة 24 ساعة لمكالمة هاتفه الهاتفية قبل تفعيل «خطة تشيرنوبيل» مثلا، على الرغم من وجود دليل واضح على شاشة التلفزيون لسجنه الوشيك قبل ساعات قليلة من الموعد النهائي.

### المظهر الجسدي والعملي
يعمل المخرج على اظهار البروفيسور بالشخصية البسيطة والغامضة والعبقرية، حيث يتصف جسديا بأن عيناه لطيفتان، لحية ناعمة خفيفة، بدلة مميزة بسيطة مخصصة له، وكلاسيكية الحياة، كما انه يظهر مهووس بالترتيب حيث يرتب قمصانه حسب اللون، ومهووس كثيرا بالإعداد والتخطيط. اما الجانب النفسي يتميز بذكائه، حيث أنه يستطيع الخروج باستراتيجيات وخطط نادرًا ما يراها الآخرون بسبب وضعه لسيناريوهات متعددة دوما. يقوم بصياغة خططه على أساس تحليله للوضع ودراسة من يقابله. ومع ذلك، فهو يفتقر إلى الذكاء العاطفي. طوال السلسلة، نرى أنه يكافح من أجل فهم ما يشعر به الآخرون (في حين أنه محترف عندما يتعلق الأمر بفهم ما يعتقده الآخرون). بينما نتبع هذه الشخصية، نتعرف أكثر على تعقيد نفسية. إنه انطوائي كلاسيكي في بعض الجوانب لأنه لا يتحدث كثيرًا ويتجنب التواصل البصري مع الآخر، لكنه لا يزال يبرز مهارات القيادة النموذجية. ويظهر أن لديه فلسفة مبدأ الحياة أو الأخلاق التي ترشده.

## تطور الشخصية
في وقت مبكر من التطوير كان القصد من البروفيسور أن يكون راوي المسلسل. قارن الكاتب خافيير غوميز سانتاندر عملية الكتابة بطريقة تفكير البروفيسور، «التجول، تدوين الخيارات، استشارة المهندسين الذين لا يمكنك معرفة سبب سؤالهم عن ذلك»، لكنه لاحظ أن الخيال سمح للشرطة بكتابة غباء عند الضرورة.
تم تصميم البروفيسور على أنه شرير وخجول، ولكنه خجله يمكنه من إقناع اللصوص باتباعه وجعل الجمهور متعاطفًا مع مقاومة اللصوص ضد البنوك القوية. ومع ذلك، ثبت أن تطوير دور البروفيسور أمر صعب، لأن الشخصية لم تتبع الاتفاقيات النموذجية  وكان المنتجون غير متأكدين من درجة تألقه.  بينما وجد المنتجون شخصيته في Salva في وقت مبكر، كانوا في الأصل يبحثون عن نوع أستاذ هارفارد البالغ من العمر 50 عامًا مع مظهر الممثل الإسباني خوسيه كورونادو. تم اقتراح الدور لخافيير جوتيريز، لكنه كان ملتزمًا بالفعل ببطولة فيلم Campones.
في هذه الأثناء، دعا مخرجو الشخصيات إلى ألفارو مورتي، الذين عرفوا من تعاونهم في المسلسل الإسباني الطويل الأمد El secreto de Puente Viejo، على الرغم من أن تجربته التلفزيونية في وقت الذروة كانت محدودة في تلك المرحلة.  بالانتقال إلى عملية اختيار الممثلين الكاملة والاقتراب من الدور من خلال التحليل الخارجي بدلاً من الخبرة الشخصية، وصف مورتي البروفيسور بأنه «صندوق ضخم من المفاجآت» التي «تنتهي بتشكيل هذه الشخصية لأنه لا يتوقف أبدًا عن توليد عدم اليقين»، مما يجعلها غير واضحة بالنسبة لـلجمهور إذا كانت الشخصية جيدة أو سيئة.  وجد المنتجون أيضًا أن ظهوره كمدرس في المدرسة الابتدائية أعطى الشخصية مصداقية أكبر.  كانت نظارات البروفيسور حمراء في البداية وأكثر بروزًا، ولكن في النهاية فضل المنتجون خيارًا أكثر سرية وفي نغمة أكثر قتامة. قام مورتي الذي لا يرتدي نظارات في الحياة الواقعية، بتطوير وسيلة لدفع نظاراته أثناء التمثيل. هذا ترك في العرض لأصالة الأداء. تم اقتراح فكرة الأوريجامي بواسطة Morte. 
رأى المبدع أليكس بينا قصة راكيل كزوجة تعرضت للإساءة سابقًا تقع في حب البروفيسور "على أنها قوية جدًا ورومانسية جدًا". أنهم يأتون من جانبين متعاكسين "يهدف إلى تعزيز النوع" وهذا شيء "أراد المنتجون استغلاله وقد نجح". وقالت لوموند : "إن لعبة البروفيسور وراكيل المفتشة المسؤولة عن المفاوضات رائعة. خطوة من اثنين مع سيولة وتوقع. إن تجاهل عدو المرء يعني إدانة نفسه لهزيمته. لذلك يتطلب الدخول في علاقة حميمية. قال مورت إن البروفيسور لن يعطي بالضرورة الأولوية للحب على المخاطر الأخرى في الجزء 3، قائلاً إنه "إذا لم يكن لديه هذا الجزء المظلم الآخر، فلن يعمل أيضًا. خدعة البروفيسور التي تعلقنا كثيرا هي أننا لا نعرف أبدا ما يدور في ذهنه، وما يفكر فيه. حاول أن يعطي هذا الغموض ". أثار غضب الشخصية حول وفاة برلين حافز الشخصية للجزء 3، وكانت فكرة قدمها مورتي للمنتجين.  في سبتمبر 2019، اعتبر مورت البروفيسور "شخصية مثيرة للاهتمام للغاية" تركت قصة لترويها. قال مورتي حول الجزء 4، "يقوم المعلم بالنزول إلى الجحيم".

## استقبال الشخصية
البروفيسور هو أحد المعجبين المفضلين في المسلسل.  للدور مثل أستاذ، ورشح مورتي لجائزة Premios de la Unión de Actores في عام 2018 في فئة «أفضل ممثل التلفزيون»،  فاز 21th بريميوس IRIS (وفاق ) في 2019 ل «أفضل ممثل»،  وتم ترشيحه لجائزة Premios Feroz في عام 2020 عن «أفضل ممثل رائد في السلسلة».